# سأرتدي منتصف الليل
سأرتدي منتصف الليل هي رواية خيالية هزلية للكاتب الإنجليزي تيري براتشيت، تدور أحداثها في عالم القرص [الإنجليزية]. وهي الرواية الرابعة ضمن سلسلة عالم القرص التي تعتمد على شخصية تيفاني اشينغ. نشرت في 2 سبتمبر 2010 في المملكة المتحدة، وفي 28 سبتمبر في الولايات المتحدة، وفازت بجائزة أندريه نورتون لعام 2010.
تدور أحداث الرواية حول تيفاني اشينغ، التي تبلغ الآن خمسة عشر عامًا وتقوم بالعمل الشاق لكونها ساحرة. العنوان مأخوذ من اقتباس في رواية قبعة مليئة بالسماء [الإنجليزية]: "عندما أكبر في السن، سأرتدي منتصف الليل، لقد قررت ذلك. لكن في الوقت الحالي سئمت من الظلام".

## الشخصيات
- تيفاني
- الرجل الماكر
- جيني
- ليتيتيا كيبساك
- ناك ماك فيجل
- ديردري بارسلي
- آمبر بتي
- بريستون
- رولاند
- اسكارينا سميث